# Quế Ngọc Hải
Quế Ngọc Hải (sinh ngày 15 tháng 5 năm 1993) là một cầu thủ bóng đá chuyên nghiệp người Việt Nam hiện đang thi đấu ở vị trí trung vệ cho câu lạc bộ V.League 1 Đông Á Thanh Hóa và đội trưởng của đội tuyển bóng đá quốc gia Việt Nam.
Quế Ngọc Hải có bàn thắng đầu tiên cho đội tuyển tại AFF Cup 2014 trong trận hòa 2–2 với Indonesia. Tại SEA Games 28 tổ chức tại Singapore anh được huấn luyện viên Toshiya Miura gọi vào đội tuyển U23 Việt Nam tham dự và được đeo băng đội trưởng. Anh góp mặt trong đội hình xuất sắc nhất Đông Nam Á 2019.

## Tiểu sử
Quế Ngọc Hải sinh ra tại huyện Diễn Châu, tỉnh Nghệ An trong một gia đình có kinh tế tương đối khó khăn, bố anh làm công nhân còn mẹ bán hàng tại chợ Ga. Khi anh lên 5 tuổi cả gia đình chuyển lên thành phố Vinh làm ăn, sinh sống. Phần lớn tuổi thơ của anh gắn liền với niềm vui xung quanh trái bóng tròn.

## Sự nghiệp câu lạc bộ

### Sông Lam Nghệ An
Bước ngoặt tới khi CLB Sông Lam Nghệ An tuyển sinh cầu thủ bóng đá ở trường Hải theo học. Khi đó, Hải thi cho vui nhưng trúng tuyển. Gia đình anh biết được tin liền đồng ý cho Hải chuyển hẳn vào sống trong lò đào tạo Sông Lam Nghệ An, theo đuổi con đường đá bóng chuyên nghiệp từ khi mới 5 tuổi.
Anh là sản phẩm trưởng thành của lò đào tạo Sông Lam Nghệ An. Vì chấn thương đầu gối mà anh trai của Hải đã phải bỏ dở ước mơ với trái bóng tròn. Tuy nhiên, sự nghiệp của Hải lại thuận lợi hơn, anh quyết tâm thi đấu cho cả phần của anh trai mình. Xuyên suốt quãng thời gian khoác áo cho đội bóng quê hương, Quế Ngọc Hải luôn chứng minh được vai trò và tầm quan trọng của mình khi chơi ở vị trị hậu vệ khi chứng tỏ được sự chắc chắn, điềm tĩnh và có những đường chuyền phát động tấn công chuẩn xác, Quế Ngọc Hải được xem như là truyền nhân của người đàn anh - cũng như là người thầy ở Sông Lam Nghệ An và Đội tuyển Quốc Gia Nguyễn Hữu Thắng. Anh đóng góp thành công không nhỏ trong chức vô địch Cúp Quốc gia 2017 của Sông Lam Nghệ An. Đến tháng 12 năm 2018, Quế Ngọc Hải chính thức đầu quân sang CLB Viettel. Tổng cộng trước khi rời đi, anh đã có quãng thời gian cống hiến 6 năm vinh quang có, tủi hờn cũng có dành cho Sông Lam Nghệ An.

### Viettel
Tháng 12 năm 2018, Quế Ngọc Hải về khoác áo CLB Viettel đầu của tân đội trưởng đội tuyển quốc gia, đội bóng nhà giàu phía Bắc chấp nhận chi trả 3 tỷ đồng mỗi năm cho anh. Tuy nhiên, phong độ thi đấu của anh khiến đội bóng chủ quản chưa thực sự hài lòng trong thời gian vừa qua. Bằng sự nỗ lực cố gắng tập luyện anh đã dần lấy lại niềm tin từ CLB chủ quản, sau đó anh cùng Viettel chính thức lên ngôi vô địch V. League mùa giải 2020 chính thức chấm dứt kỷ nguyên thống trị 2 năm liên tiếp của CLB Hà Nội.

## Thống kê sự nghiệp

### Câu lạc bộ
| Câu lạc bộ          | Mùa giải            | Giải đấu            | Giải đấu | Giải đấu | Cúp Quốc gia | Cúp Quốc gia | Cúp Châu Á | Cúp Châu Á | Khác | Khác | Tổng cộng | Tổng cộng |
| Câu lạc bộ          | Mùa giải            | Giải đấu            | Trận     | Bàn      | Trận         | Bàn          | Trận       | Bàn        | Trận | Bàn  | Trận      | Bàn       |
| ------------------- | ------------------- | ------------------- | -------- | -------- | ------------ | ------------ | ---------- | ---------- | ---- | ---- | --------- | --------- |
| Sông Lam Nghệ An    | 2013                | V League            | 19       | 1        | 1            | 0            | —          | —          | —    | —    | 20        | 1         |
| Sông Lam Nghệ An    | 2014                | V League            | 19       | 1        | 2            | 0            | —          | —          | —    | —    | 21        | 1         |
| Sông Lam Nghệ An    | 2015                | V League            | 22       | 2        | 2            | 0            | —          | —          | —    | —    | 24        | 2         |
| Sông Lam Nghệ An    | 2016                | V League            | 20       | 3        | 2            | 0            | —          | —          | —    | —    | 22        | 3         |
| Sông Lam Nghệ An    | 2017                | V League            | 22       | 2        | 8            | 4            | —          | —          | 1    | 0    | 31        | 6         |
| Sông Lam Nghệ An    | 2018                | V League            | 23       | 3        | 5            | 0            | 3          | 0          | —    | —    | 31        | 3         |
| Sông Lam Nghệ An    | 2022                | V League            | 4        | 1        |              |              |            |            |      |      |           |           |
| Sông Lam Nghệ An    | Tổng cộng           | Tổng cộng           | 129      | 13       | 20           | 4            | 3          | 0          | 1    | 0    | 149       | 16        |
| Viettel             | 2019                | V League            | 20       | 0        | 1            | 0            | —          | —          | —    | —    | 21        | 0         |
| Viettel             | 2020                | V League            | 19       | 0        | 5            | 0            | —          | —          | —    | —    | 24        | 0         |
| Viettel             | 2021                | V League            | 10       | 1        | —            | —            | 4          | 0          | —    | —    | 14        | 1         |
| Viettel             | Tổng cộng           | Tổng cộng           | 49       | 1        | 6            | 0            | 4          | 0          | —    | —    | 59        | 1         |
| Tổng cộng sự nghiệp | Tổng cộng sự nghiệp | Tổng cộng sự nghiệp | 178      | 14       | 26           | 4            | 7          | 0          | 1    | 0    | 208       | 17        |

### Quốc tế
Tính đến ngày 15 tháng 6 năm 2023
| Đội tuyển quốc gia | Năm       | Trận | Bàn |
| ------------------ | --------- | ---- | --- |
| Việt Nam           | 2014      | 7    | 1   |
| Việt Nam           | 2015      | 3    | 0   |
| Việt Nam           | 2016      | 12   | 0   |
| Việt Nam           | 2017      | 3    | 0   |
| Việt Nam           | 2018      | 10   | 0   |
| Việt Nam           | 2019      | 12   | 2   |
| Việt Nam           | 2021      | 14   | 1   |
| Việt Nam           | 2022      | 6    | 1   |
| Việt Nam           | 2023      | 6    | 1   |
| Tổng cộng          | Tổng cộng | 73   | 6   |

### Bàn thắng quốc tế
| # | Ngày                 | Địa điểm                                           | Đối thủ   | Bàn thắng | Kết quả | Giải đấu                 |
| - | -------------------- | -------------------------------------------------- | --------- | --------- | ------- | ------------------------ |
| 1 | 22 tháng 11 năm 2014 | Sân vận động Quốc gia Mỹ Đình, Hà Nội, Việt Nam    | Indonesia | 1–0       | 2–2     | AFF Cup 2014             |
| 2 | 16 tháng 1 năm 2019  | Sân vận động Hazza bin Zayed, Al Ain, UAE          | Yemen     | 2–0       | 2–0     | Asian Cup 2019           |
| 3 | 15 tháng 10 năm 2019 | Sân vận động Kapten I Wayan Dipta, Bali, Indonesia | Indonesia | 2–0       | 3–1     | Vòng loại World Cup 2022 |
| 4 | 11 tháng 6 năm 2021  | Sân vận động Al Maktoum, Dubai, UAE                | Malaysia  | 2–1       | 2–1     | Vòng loại World Cup 2022 |
| 5 | 27 tháng 12 năm 2022 | Sân vận động Quốc gia Mỹ Đình, Hà Nội, Việt Nam    | Malaysia  | 2–0       | 3–0     | AFF Cup 2022             |
| 6 | 15 tháng 6 năm 2023  | Sân vận động Lạch Tray, Hải Phòng, Việt Nam        | Hồng Kông | 1–0       | 1–0     | Giao hữu                 |

## Danh hiệu

### Câu lạc bộ

#### Sông Lam Nghệ An
- Cúp Quốc gia: 2017

#### Viettel
- V-League 1: 2020

### Quốc tế

#### U-23 Việt Nam
- Huy chương Đồng SEA Games 2015

#### Việt Nam
- AFF Cup: 2018

### Cá nhân
- Quả bóng Đồng Việt Nam: 2020
- Đội hình xuất sắc nhất AFC Asian Cup mọi thời đại.

## Tai tiếng sự nghiệp

### Phạm lỗi với Trần Anh Khoa
Trong trận đấu giữa Sông Lam Nghệ An và SHB Đà Nẵng tại vòng 25 V-League 2015 (tháng 9 năm 2015), tiền vệ Trần Anh Khoa của SHB Đà Nẵng trong nỗ lực xâm nhập sát vòng cấm của Sông Lam Nghệ An bị Quế Ngọc Hải phi cả hai chân, đạp trúng đầu gối. Anh Khoa sau đó không thể tiếp tục thi đấu và phải rời sân trên cáng. Chấn thương của Anh Khoa được chẩn đoán là rất nặng, phải sang Singapore phẫu thuật. Bác sĩ nhận định Anh Khoa phải nghỉ thi đấu một năm và chỉ có 50% cơ hội trở lại sân cỏ. Ngọc Hải sau trận đấu đã nhận án phạt từ VFF: cấm thi đấu 6 tháng, buộc lo toàn bộ chi phí điều trị của Anh Khoa. Số tiền mà Ngọc Hải phải đền bù cho Anh Khoa là khoảng 800 triệu đồng.
Đến ngày 17 tháng 12 năm 2015 sau khi phía SHB Đà Nẵng đưa chi tiết các khoản chi phí gồm phẫu thuật, đi lại, thuốc men... của Anh Khoa thời gian qua tổng cộng là 834 triệu đồng, Quế Ngọc Hải và đại diện Sông Lam Nghệ An đã trao tận tay Anh Khoa bằng tiền mặt số tiền này. Trong số tiền trên có 400 triệu đồng của bầu Đức ủng hộ Ngọc Hải, 70 triệu đồng từ tiền quyên góp của Hội cổ động viên Sông Lam Nghệ An và số còn là do nhà tài trợ CLB Sông Lam Nghệ An hỗ trợ.
Tình huống phạm lỗi này đã chấm dứt sự nghiệp cầu thủ chuyên nghiệp của Trần Anh Khoa.
Vào ngày 4 tháng 12 năm 2024 cựu cầu thủ Trần Anh Khoa đột ngột qua đời. Theo Tuổi Trẻ Online, Anh Khoa đã tự vẫn ở cầu thang nhà riêng. Trên người, cựu cầu thủ Đà Nẵng còn mặc chiếc áo khoác của đội bóng quê hương. Thông tin Anh Khoa mất gây rúng động. Anh Khoa được biết đến từ V-League 2015 sau khi bị trung vệ Quế Ngọc Hải vào bóng thô bạo, dẫn đến chấn thương nặng và giải nghệ ở tuổi 24. Sau khi giải nghệ, Anh Khoa được tạo điều kiện theo đuổi sự nghiệp huấn luyện viên. Cầu thủ sinh năm 1991 làm trợ lý ở đội hạng nhì Đà Nẵng và U21 Đà Nẵng trước khi quyên sinh.

## Đời tư
Anh đã kết hôn vào năm 2018, vợ là Dương Thùy Phương. Hiện anh đã có 2 con gái. Con gái đầu lòng tên Quế Ngọc Kim Ngân (Sunny). Con gái út là Quế Ngọc Khánh Vy (Kem).